# Біллі Гілмор
Біллі Гілмор (англ. Billy Clifford Gilmour; нар. 11 червня 2001, Ірвін, Шотландія)  — шотландський футболіст, грає на позиції півзахисника італійського футбольного клубу «Наполі» і збірної Шотландії.

## Ранні роки
Гілмор народився 11 червня 2001 року в Глазго і виріс в Ардросані, штат Північний Ершир. Батько служив у Королівському флоті та грав у юніорський футбол за «Ардроссан Вінтон Роверс». Гілмор відвідував початкову школу Стенлі в Ардроссані та Академію Grange Кілмарнок, де він був учасником програми виступів Шотландської футбольної асоціації. 

## Клубна кар'єра
Гілмор почав свою кар'єру у складі Академії Рейнджерс. Біллі досить швидко прогресував і тому просувався все ближче до першої команди «Рейнджерс», але дебютував в команді до 20 років у грудні 2016 року у віці 15 років, а наступного місяця його запросив тренуватися з першою командою Марк Ворбертон. Гілмор отримав свій номер в команді, і після звільнення Ворбертона з клубу двічі включався до складу тимчасової команди на матчі Кубка Шотландії. Тренером Рейнджерс став Граме Мерті і Гілмор продовжив тренування під його керівництвом. Мерті сказав, що Гілмор «дуже близько», щоб стати наймолодшим дебютантом клубу. 
Наступний менеджер «Рейнджерса» Педро Кайсінья описав Гілмора як гравця з «світлим майбутнім» і провів переговори з сім'єю гравця, намагаючись переконати його залишитися в клубі. Рейнджерс, однак, заявив у травні 2017 року, що домовилися про те, щоб Гілмор приєднався до «Челсі» за «значну плату».Фінансові звіти показують, що «Челсі» заплатив початковий внесок у розмірі близько 500 000 фунтів стерлінгів, але потенційні подальші платежі залежать від його прогресу. Малкі Маккей порадив Гілмору та його сім'ї, щоб він залишився в «Рейнджерсі», оскільки він мав би більше шансів набути досвіду в першій команді. Макей сказав: «Я дуже сподіваюся, що він швидко знайде у когось позику і продовжить прогресувати».

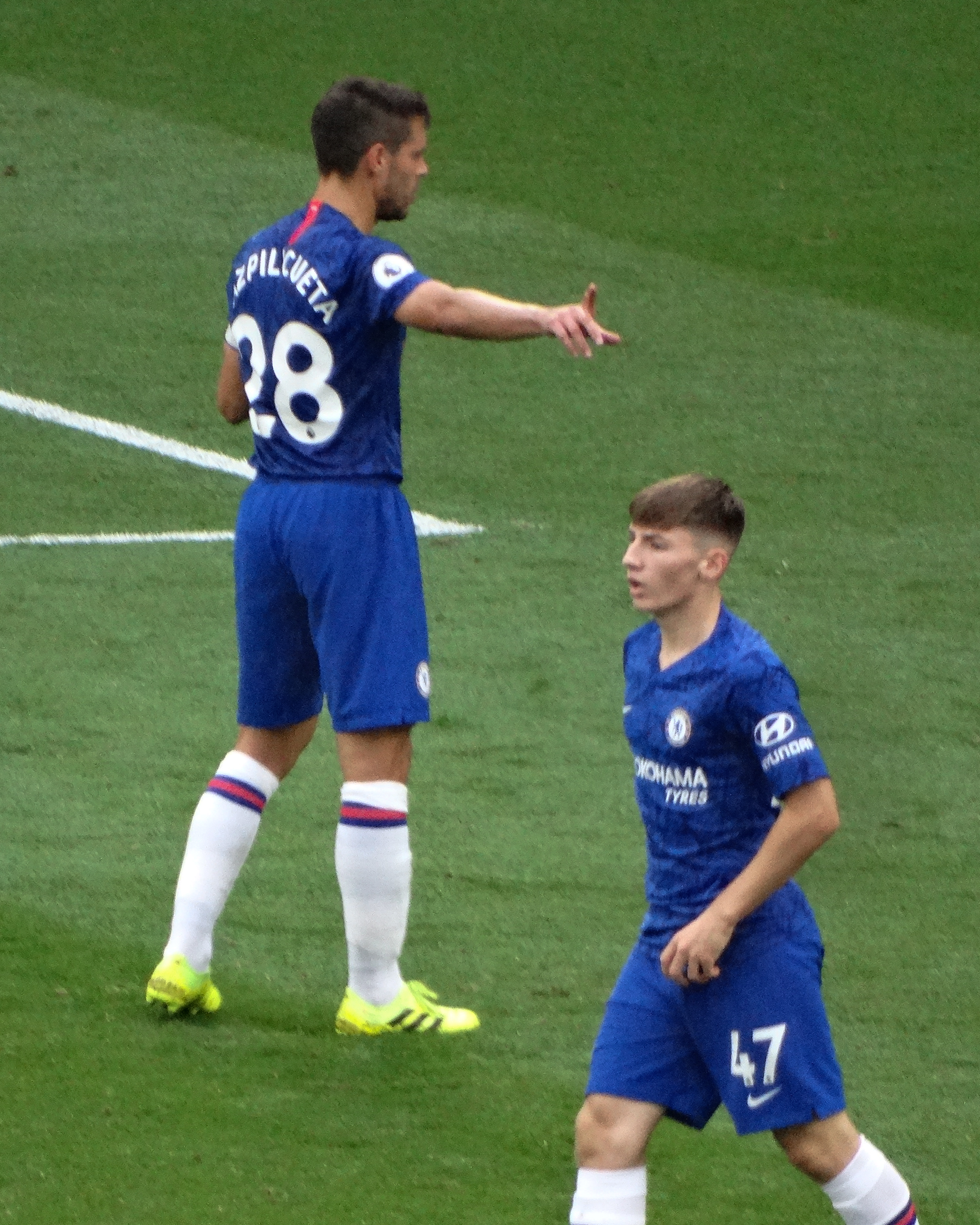
Гілмор (праворуч) у грі разом з Сесаром Аспілікуета

Гілмор став офіційним гравцем «Челсі» в липні 2017 року, підписавши контракт після свого 16-го дня народження. Він приєднався до команди до 18 років, дебютував голами в матчі Прем'єр-ліги з «Арсеналом» протягом вересня 2017 року і збирався забити в кожному з своїх перших трьох виступів. У липні 2018 року, коли йому стало 17 років, Гілмор підписав свій перший професійний контракт з «Челсі».
Новопризначений у 2019 році менеджер «Челсі» Френк Лемпард дозволив дебютувати Гілмору 10 липня 2019 року в передсезонному товариському матчі проти «Богеміан» у Дубліні.
Він дебютував у Прем'єр-лізі 31 серпня 2019 проти «Шеффілд Юнайтед», замінивши на 84-й хвилині за Теммі Абрагама.
Був заявлений на Суперкубок УЄФА у 2019 році, але так і не вийшов на поле.

## Досягнення
- Переможець Ліги чемпіонів УЄФА (1):

«Челсі»: 2020–21
- Чемпіон Італії (1):

«Наполі»: 2024–25

## У складі збірних
Гілмор був викликаний у склад команди Шотландії до 16 років для турніру Victory Shield 2016.
Дебютував у збірній Шотландії до 17 років проти Італії в серпні 2017 року, а забив два перших міжнародних гола в переможному матчі 2–1 проти Англії через два дні.
За молодіжну команду дебютував у 2018 році в Тулонському турнірі, в переможній грі 1-0 над Францію.